# Саркис, Кристиан
Кристиан Рональд Саркис (англ. Kristian Ronald Sarkies; род. 25 октября 1986, Мельбурн, Виктория, Австралия) — австралийский футболист греческого происхождения, выступающий на позиции атакующего полузащитника.
В середине 2000-х годов считался надеждой австралийского футбола, но так и не смог реализовать свой потенциал.

## Карьера

### Клубная
После завершения обучения в Института спорта Виктории в 2003 году Кристиан подписал контракт с клубом Национальной футбольной лиги «Саут Мельбурн» в котором выступал до закрытия лиги. С момента образования А-Лиги выступал за клуб «Мельбурн Виктори». В первом сезоне лиги вошёл в пятерку лучших ассистентов. В сезоне 2006/07 стал чемпионом А-Лиги, в финале забил 3 из шести голов в ворота «Аделаиды», а также запомнился тем что после победы поцеловал в лысину Премьер-министра Австралии Джона Говарда.
После окончания сезона 30 марта 2007 года подписал однолетний контракт с «Аделаида Юнайтед», присоединившись к своим партнерам по олимпийской сборной Брюсу Джите и Натану Бёрнсу. Уход Росса Алоизи в «Веллингтон Феникс» повысил шансы Кристиана занять место в основном составе. 28 декабря 2007 года в матче против «Сиднея» Саркис забил гол, но на протяжении матча жаловался на боль в руке, позднее он был госпитализирован с диагнозом тромбоз глубоких вен.
В мае 2008 года Кристиан подписал контракт с клубом до конца сезона 09/10. За три сезона в клубе из-за травм Саркис провел всего 33 матча. В начале сезона 10/11 он переходит в «Мельбурн Харт», но проведя всего 12 матчей за клуб и забив 2 гола 6 апреля 2012 года покинул клуб.
Позднее выступал в чемпионате штата Виктория за клубы «Хейдельберг Юнайтед», «Порт Мельбурн Шаркс» и «Булин Лайонз». После ребрендинга чемпионата в Национальную премьер-лиге Виктории подписывает контракт с клубом «Голдбурн Мэлли Санз».

### Международная
Кристиан впервые был вызван в сборную Гусом Хиддинком в рамках подготовки к Чемпионату мира 2006. Дебютировал за сборную 8 июня 2006 года в товарищеском матче против Лихтенштейна.
Также Саркис выступал за сборные своей страны всех возрастов и принимал участие в Летних Олимпийских играх 2008.

## Достижения
- Победитель А-Лиги: 2006/07